# 小さな王様マチウス
「小さな王様マチウス」(Der kleine König Macius)は、ドイツのテレビアニメシリーズ。ドイツ、フランス、ポーランド、ハンガリー合作。全26話からなり、1回が10分。監督は、サンドール・イェッセとルッツ・シュトゥッツナー。ヤヌシュ・コルチャックの『マチウシ一世』を原作としたもの。放送は、2002年11月18日から12月23日まで毎日放送された。
その後、再編集されて劇場用アニメ映画として2005-2006年に製作され、2007年9月にドイツ国内で公開された。上映時間は75分。このアニメはDVDでも発売され、TV放送分を4話ずつ収めた絵本『マチウス 小さな王様の冒険』、またボードゲームも発売されている。

## あらすじ
王子マチウス(ポーランド語ではマチウシ、英語ではマット)の9歳の誕生日の直前、父の王様が突然に亡くなり、マチウスは、子供ながら突然、王様になることになる。いざ自分が王様になってみると、どんなに子供が大切にされていなかったのか、自分たちの好きなチョコレートや果物やおもちゃや愛情や、その他いろんな楽しみからどんなに遠ざけられていたのか改めて思い知らされる。そこで、マチウスは子供のために世界で一番やさしい国を作ろうと決心する。
まずいやな学校には大人の人たちに行ってもらって、子供たちが新しい国づくりに乗り出すが、大人たちがやっていたことをいざ子供たちがやってみようとすると、ことは意外に簡単ではなかったということが少しずつわかってきて……。

## 原作
原作の邦訳に以下のものがある。原作には、続編『孤島のマチウシ一世』という作品があり、近年の版ではポーランド、ドイツでは、それと合本になったものもあるが、邦訳は本編のみの訳である。このTVアニメも本編のみのアニメ化。
- ヤヌシュ・コルチャック『子どものための美しい国』晶文社 1988年（英語版からの訳）
- ヤヌシュ・コルチャック『コルチャック先生のお話 マチウシⅠ世』女子パウロ会 1992年（児童向け）
- ヤヌシュ・コルチャック『マチウシ一世』影書房 2000年（ポーランド語、ロシア語版からの訳）